# Neisseria mucosa
Neisseria mucosaはナイセリア属の一種である。
スクロースを代謝する能力はナイセリア属の中でも特徴的である。心内膜炎を引き起こすことがある。N. mucosaは極めて稀に心内膜炎を起こすが、N. mucosaによる心内膜炎の症例は、painful finger nodules、発熱、頭痛、振戦などの症状とともに報告されている。場合によってはこの菌株の感染により死亡する可能性があるが、生存する場合にはN. mucosaの心内膜炎の治療には通常約6週間かかる。